# Hildegard Körner
Hildegard Körner, z domu Ullrich (ur. 20 grudnia 1959 w Urnshausen) – niemiecka lekkoatletka specjalizująca się w biegach średniodystansowych, uczestniczka letnich igrzysk olimpijskich w Moskwie (1980). W czasie swojej kariery reprezentowała Niemiecką Republikę Demokratyczną.

## Sukcesy sportowe
- siedmiokrotna medalistka mistrzostw NRD w biegu na 800 metrów – dwukrotnie złota (1980, 1984), trzykrotnie srebrna (1979, 1981, 1985) oraz dwukrotnie brązowa (1978, 1982)[1]
- sześciokrotna medalistka mistrzostw NRD w biegu na 1500 metrów – złota (1987), czterokrotnie srebrna (1979, 1980, 1984, 1985) oraz brązowa (1982)[2]
- trzykrotna medalistka halowych mistrzostw NRD w biegu na 800 metrów – złota (1981) oraz dwukrotnie srebrna (1979, 1980)[3]

| Rok  | Miasto   | Zawody                      | Konkurencja        | Wynik         |
| ---- | -------- | --------------------------- | ------------------ | ------------- |
| 1975 | Ateny    | mistrzostwa Europy juniorów | sztafeta 4 × 400 m | złoty medal   |
| 1977 | Donieck  | mistrzostwa Europy juniorów | bieg na 800 m      | srebrny medal |
| 1978 | Praga    | mistrzostwa Europy          | bieg na 800 m      | 5. miejsce    |
| 1980 | Moskwa   | igrzyska olimpijskie        | bieg na 800 m      | 5. miejsce    |
| 1981 | Grenoble | halowe mistrzostwa Europy   | bieg na 800 m      | złoty medal   |
| 1982 | Ateny    | mistrzostwa Europy          | bieg na 800 m      | 5. miejsce    |
| 1984 | Praga    | zawody "Przyjaźń-84"        | bieg na 800 m      | 5. miejsce    |
| 1987 | Rzym     | mistrzostwa świata          | bieg na 1500 m     | srebrny medal |

## Rekordy życiowe
- bieg na 800 metrów – 1:57,20 – Moskwa 27/07/1980
- bieg na 800 metrów (hala) – 2:00,94 – Grenoble 22/02/1981
- bieg na 1000 metrów – 2:34,8 – Poczdam 12/07/1984
- bieg na 1500 metrów – 3:58,67 – Rzym 05/09/1987